# Епархия Хексэма и Ньюкасла
Епархия Хексэма и Ньюкасла (англ. Diocese of Hexham and Newcastle) — римско-католический диоцез с центром в городе Ньюкасл-апон-Тайн графства Тайн и Уир в Англии.
В настоящий момент пост епископа Хексэма и Ньюкасла занимает ораторианец Роберт Джон Бирн.

## История
Диоцез основан в 1850 году, один из 13 первоначальных диоцезов, образованных папой Пием IX после восстановления католической иерархической структуры в Англии и Уэльсе, как Епархия Хэксэма. С 1861 года диоцез стал называться Епархия Хексэма и Ньюкасла. В 1911 году диоцез перевели в провинцию Ливерпуля.   
Площадь диоцеза составляет 7,700 км² и включает графства: Нортумберленд, Тайн и Уир и Дарем. Диоцез насчитывает 18 деканатов и 184 прихода. Кафедральный собор — собор Святой Марии на Клейтон-стрит в центре Ньюкасла. 

## Епископы
- Уильям Хогарт (1861—1866), ранее апостольский викарий (1848—1850) и епископ Хэксэма (1850—1861)
- Джон Чедвик (1866—1882)
- Джон Уильям Бьюик (1882—1886)
- Генри О’Каллаган (1887—1889)
- Томас Уильям Уилкинсон (1889—1909)
- Ричард Коллинз (1909—1924)
- Джозеф Торман (1924—1936)
- Джозеф Маккормак (1936—1958)
- Джеймс Каннингем (1958—1974)
- Хью Линдси (1974—1992)
- Майкл Амброуз Гриффитс, бенедиктинец (1992—2004)
- Кевин Джон Данн (2004—2008)
- Симус Каннингем (2009—2019)
- Роберт Джон Бирн, ораторианец (с 2019)